# Ventoso

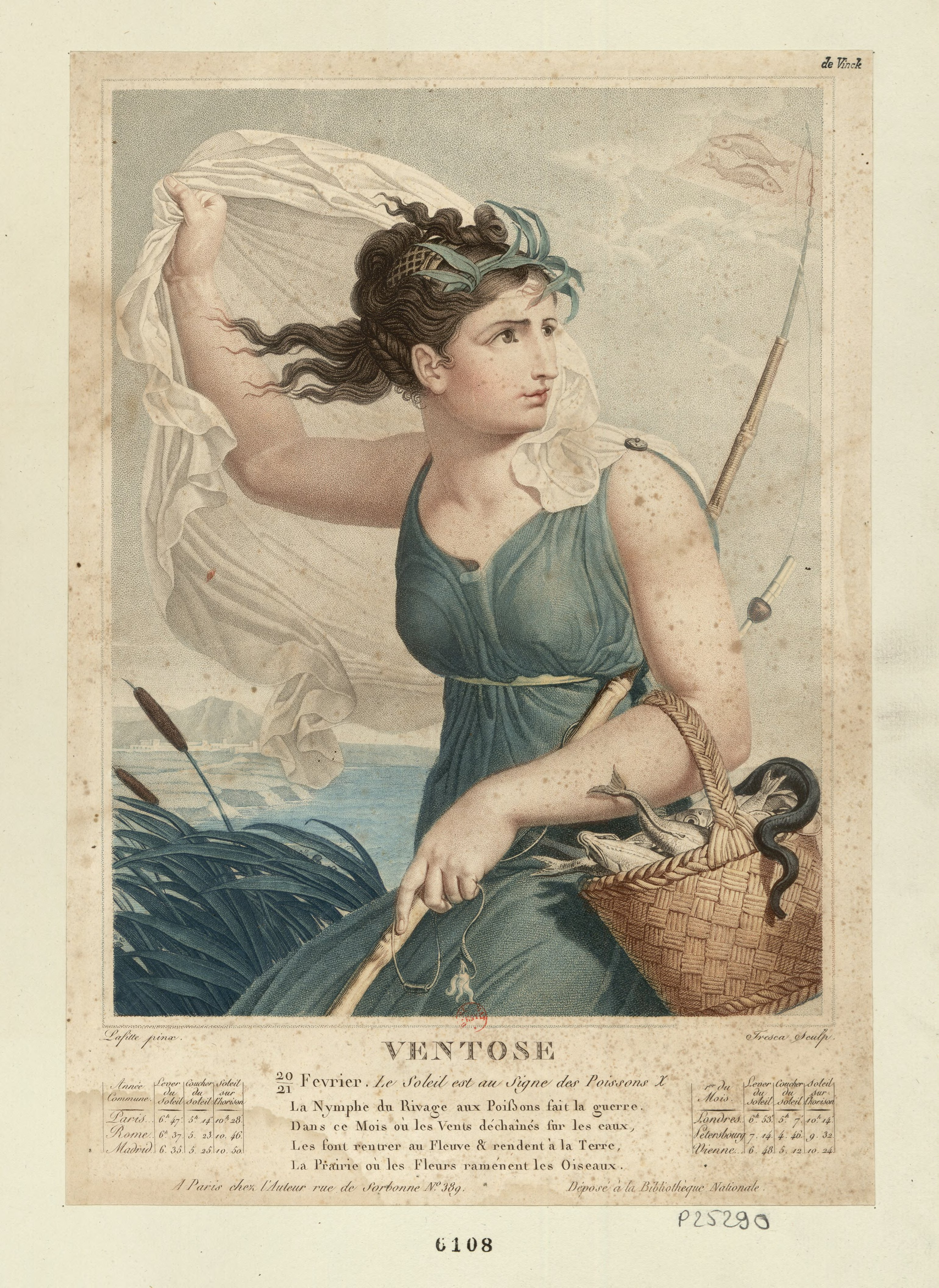
Louis Lafitte: Allegoria del mese di Ventoso

Il mese di ventoso (in francese: ventôse) era il sesto mese del calendario rivoluzionario francese e corrispondeva (a seconda dell'anno) al periodo compreso tra il 19/21 febbraio e il 20/21 marzo nel calendario gregoriano. Era il terzo dei mois d'hiver (mesi d'inverno); precedente: piovoso e seguente: germinale.
Il mese di ventoso deve la sua etimologia a:
(Fabre d'Églantine)
 secondo i termini del rapporto presentato alla Convenzione nazionale il 3 brumaio anno II (24 ottobre 1793) da Fabre d'Églantine, in nome della "commissione incaricata della stesura del calendario".

## Tabella dei nomi dei giorni
Come tutti i mesi del calendario repubblicano francese, il mese di ventoso era composto da 30 giorni e suddiviso in tre decadi. Ogni giorno aveva un nome proprio, tratto dal nome di una pianta, tranne il quinto (quintidì) e decimo (decadì) giorno di ogni decade, che avevano rispettivamente il nome di un animale e quello di un oggetto per l'agricoltura.
|          | 1ª decade | 1ª decade                | 2ª decade | 2ª decade            | 3ª decade | 3ª decade                  |
| Primidì  | 1.        | Tussilage (Tossillagine) | 11.       | Narcisse (Narciso)   | 21.       | Mandragore (Mandragola)    |
| Duodì    | 2.        | Cornouiller (Corniolo)   | 12.       | Orme (Olmo)          | 22.       | Persil (Prezzemolo)        |
| Tridì    | 3.        | Violier (Violacciocca)   | 13.       | Fumeterre (Fumaria)  | 23.       | Cochléaire (Coclearia)     |
| Quartidì | 4.        | Troène (Ligustro)        | 14.       | Vélar (Erisimo)      | 24.       | Pâquerette (Margherita)    |
| Quintidì | 5.        | Bouc (Caprone)           | 15.       | Chèvre (Capra)       | 25.       | Thon (Tonno)               |
| Sestidì  | 6.        | Asaret (Asaro comune)    | 16.       | Epinard (Spinacio)   | 26.       | Pissenlit (Dente di leone) |
| Settidì  | 7.        | Alaterne (Alaterno)      | 17.       | Doronic (Doronico)   | 27.       | Sylvie (Anemone)           |
| Ottidì   | 8.        | Violette (Viola)         | 18.       | Mouron (Primula)     | 28.       | Capillaire (Capelvenere)   |
| Nonidì   | 9.        | Marseault (Salicone)     | 19.       | Cerfeuil (Cerfoglio) | 29.       | Frêne (Frassino)           |
| Decadì   | 10.       | Bêche (Vanga)            | 20.       | Cordeau (Corda)      | 30.       | Plantoir (Piantatoio)      |

## Tabella di conversione
| I. | II. | III. | V. | VI. | VII. |

| febbraio | 1793 | 1794 | 1795 | 1797 | 1798 | 1799 | marzo |

| I. | II. | III. | V. | VI. | VII. |

| febbraio | 1793 | 1794 | 1795 | 1797 | 1798 | 1799 | marzo |

| IV. |

| febbraio | 1796 | marzo |

| IV. |

| febbraio | 1796 | marzo |

| VIII. | IX. | X. | XI. | XIII. |

| febbraio | 1800 | 1801 | 1802 | 1803 | 1805 | marzo |

| VIII. | IX. | X. | XI. | XIII. |

| febbraio | 1800 | 1801 | 1802 | 1803 | 1805 | marzo |

| XII. |

| febbraio | 1804 | marzo |

| XII. |

| febbraio | 1804 | marzo |